# Jurij Romens'kyj
Jurij Mychajlovyč Romens'kyj (in ucraino Юрій Михайлович Роменський?, in russo Юрий Михайлович Роменский?, Jurij Michajlovič Romenskij; Mingachevir, 1º agosto 1952) è un ex calciatore sovietico dal 1991 ucraino, di ruolo portiere.